# Puccinia substerilis
Puccinia substerilis ist eine Ständerpilzart aus der Ordnung der Rostpilze (Pucciniales). Der Pilz ist ein Endoparasit von Federgräsern. Symptome des Befalls durch die Art sind Rostflecken und Pusteln auf den Blattoberflächen der Wirtspflanzen. Sie kommt in Nordamerika vor.

## Merkmale

### Makroskopische Merkmale
Puccinia substerilis ist mit bloßem Auge nur anhand der auf der Oberfläche des Wirtes hervortretenden Sporenlager zu erkennen. Sie wachsen in Nestern, die als gelbliche bis braune Flecken und Pusteln auf den Blattoberflächen erscheinen.

### Mikroskopische Merkmale
Das Myzel von Puccinia substerilis wächst wie bei allen Puccinia-Arten interzellulär und bildet Saugfäden, die in das Speichergewebe des Wirtes wachsen. Aecien oder Spermogonien der Art sind nicht bekannt. Die Uredien des Pilzes wachsen oberseitig auf den Wirtsblättern. Seine goldenen bis zimtbraunen Uredosporen sind 23–26 × 18–22 µm groß, breitellipsoid bis kugelig und fein stachelwarzig. Die Art weist 25–30 × 20–25 µm große Amphisporen auf, die breitellipsoid bis eiähnlich geformt und haselnussbraun gefärbt sind. Die blattoberseitig wachsenden Telien der Art sind schwärzlich, pulverig und früh unbedeckt. Die haselnussbraunen Teliosporen sind zweizellig, in der regel langellipsoid und 32–40 × 16–19 µm groß. Ihre Stiele sind hyalin und bis zu 80 µm lang.

## Verbreitung
Das bekannte Verbreitungsgebiet von Puccinia substerilis reicht von Minnesota bis nach New Mexico.

## Ökologie
Die Wirtspflanze von Puccinia substerilis sind diverse Federgräser (Stipa spp.). Der Pilz ernährt sich von den im Speichergewebe der Pflanzen vorhandenen Nährstoffen, seine Sporenlager brechen später durch die Blattoberfläche und setzen Sporen frei. Die Art verfügt über einen Entwicklungszyklus, von dem bislang lediglich Telien und Uredien sowie deren Wirt bekannt sind; Spermogonien und Aecien konnten dem Pilz nicht zugeordnet werden.